# Myloplus
Myloplus es un género de peces de la familia Serrasalmidae y de la orden de los Characiformes.

## Especies
Luego de habérsele incorporado numerosas especies que se ubicaban en Myleus, el género Myloplus quedó integrado por 17 especies: 
- Myloplus arnoldi (C. G. E. Ahl, 1936)
- Myloplus asterias (J. P. Müller & Troschel, 1844)
- Myloplus aylan Pereira et al., 2024[2]
- Myloplus levis (C. H. Eigenmann & McAtee, 1907)
- Myloplus lobatus (Valenciennes, 1850)
- Myloplus longidorsalis (Jégu, Tito de Morais & dos Santos, 1992)
- Myloplus lucienae Andrade et al., 2016
- Myloplus planquettei (Jégu, Keith & Le Bail, 2003)[3]
- Myloplus rhomboidalis (G. Cuvier, 1818)
- Myloplus rubripinnis (J. P. Müller & Troschel, 1844)[3]
- Myloplus sauron Pereira et al., 2024[2]
- Myloplus schomburgkii (Jardine, 1841)
- Myloplus sennaebragai (A. Miranda-Ribeiro, 1937)
- Myloplus ternetzi (Norman, 1929)
- Myloplus tiete (C. H. Eigenmann & A. A. Norris, 1900)
- Myloplus torquatus (Kner, 1858)
- Myloplus zorroi Andrade, Jégu & Giarrizzo, 2016[4]